# Friedrich Kiefer
Friedrich Kiefer (ur. 9 września 1897 w Karlsruhe, zm. 18 kwietnia 1985 w Konstancji) – niemiecki biolog, zoolog i wykładowca. Specjalista w dziedzinie widłonogów.

## Życiorys
Ukończył klasę humanistyczną w Schönborn-Gymnasium w Bruchsal, a następnie uczęszczał do studium nauczycielskiego, po którym pracował jako nauczyciel w Oberbaldingen, Büsingen am Hochrhein, Mönchweiler, Ofingen i Karlsruhe. W 1941 uzyskał awans pozwalający mu na nauczanie w szkołach średnich, został nauczycielem przyrody w Lessing-Gymnasium w Karlsruhe. W następnym roku powstał instytut kształcenia nauczycieli w Bad Rippoldsau-Schapbach, od 1943 był dyrektorem i wykładowcą tej instytucji. Od 1946 do przejścia na emeryturę w 1962 był wykładowcą biologii w  Alexander-von-Humboldt-Gymnasium w Konstancji. W 1959 uzyskał tytuł profesora i został konsultantem do spraw metodyki nauczania biologii w szkołach średnich.

## Praca naukowa
Równolegle do pracy pedagoga Friedrich Kiefer prowadził badania nad widłonogami, dzięki wsparciu naukowemu Otto Schmeila oraz docenieniu przez hydrobiologa Roberta Lauterborna stał się uznanym autorytetem w tej dziedzinie. Opublikował na ten temat ponad 250 prac, wyodrębnił 9 podrodzin, odkrył 45 gatunków 7 rodzajów widłonogów. Zbadał i opisał 292 rodzaje tych zwierząt, w latach 1927-1928 doprowadził do zmiany systematyki rodziny Cyclopidae, a w 1932 do wyodrębnienia rodziny słodkowodnych pelagicznych widłonogów Diaptomidae. Jako pierwszy szczegółowo przebadał faunę żyjącą w luźnych żwirach, wodach podziemnych, osadach dennych wód płynących (strumieni i potoków) oraz stojących. Swoje wnioski podsumował w publikacjach książkowych i podręcznikach, w których opisał świat małych zwierząt żyjących w "śródlądowych drogach wodnych". Najwięcej miejsca zajmują opisy widłonogów należących do zooplanktonu, w tym 130 gatunków Cyclopidae, całość uzupełnia ponad 1500 rysunków i grafik. Wyniki prowadzonych przez Friedricha Kiefera badań sprawiły, że powszechnie zaczęto zwracać większą uwagę na ochronę wód powierzchniowych.  Opisana przez niego w 1952 fauna Jeziora Bodeńskiego sprawiła, że w 1954 stworzono specjalną instytucję (Bodensee-Wasserversorgung) zajmującą się kontrolowanym poborem wody z tego akwenu. W pracy tej Kiefer przedstawił zjawisko eutrofizacji Jeziora Bodeńskiego, a także zachodzących zmian w populacji planktonu.
Zgromadzona przez niego kolekcja widłonogów znajduje się w Muzeum Historii Naturalnej w Karlsruhe.

## Wyróżnienia i członkostwo
- 1922 – członek założyciel Międzynarodowego Stowarzyszenia Limnologów;
- 1924 – wolontariusz w Instytucie Badawczym w Konstancji;
- 1934 – honorowy kustosz w Muzeum Historii Naturalnej w Karlsruhe;
- 1951 – doktor honoris causa Uniwersytetu we Fryburgu;
- 1962 – członek honorowy Państwowego Stowarzyszenia Historii i Ochrony Środowiska Naturalnego Badenii;
- 1963 – dyrektor Instytutu Badań Jeziora Bodeńskiego w Konstancji;
- 1972 – członek honorowy Stowarzyszenia Nauk Przyrodniczych w Karlsruhe;
- 1974 – członek honorowy Towarzystwa Historii Jeziora Bodeńskiego i jego otuliny;
- 1976 – Order Zasługi Republiki Federalnej Niemiec.